# مركز جيوغوان لإطلاق الأقمار الصناعية
مركز جيوغوان لإطلاق الأقمار الصناعية (بالصينية: 酒泉卫星发射中心) (بالإنجليزية: Jiuquan Satellite Launch Center)‏ هي منشأة صينية لإطلاق المركبات الفضائية، تقع في صحراء جوبي، منغوليا الداخلية. وقد شهدت المنشأة عمليات إطلاق أكثر من غيرها من المنشآت، وتُعد جزءا من مدينة دونغفنغ الفضائية. رغم أن المنشأة تقع جغرافيا ضمن منغوليا الداخلية إلا أنها سميت باسم المدينة الأقرب لها ألا وهي جيوغوان في محافظة قانسو.